# .ai
.ai је највиши Интернет домен државних кодова (ccTLD) за Ангвилу. Администриран је од стране владе Ангвиле.
Регистрације у оквиру off.ai, com.ai, net.ai и org.ai су доступне неограничено, широм света, али изгледа да нису много употребљаване. Другостепене регистрације у оквиру .ai су доступне становницима Ангвиле и користе се донекле за сајтове засноване тамо, али нема индикација на званичном регистарском сајту о томе како да се региструју.